# Koichi Wakata
Koichi Wakata (若田 光一?, Wakata Kōichi; Ōmiya, 1º agosto 1963) è un astronauta giapponese. Ha partecipato a cinque missioni spaziali, due di breve durata (STS-72 e STS-92) e tre di lunga durata (Expedition 18/19/20,  Expedition 38/39 e Expedition 69). Nel 2014 durante l'Expedition 39 divenne il primo astronauta giapponese a comandare una stazione spaziale. Il 5 ottobre 2022 è tornato nello spazio per la quinta volta a bordo della Crew Dragon Endurance per la missione SpaceX Crew-5, al fine di partecipare alla missione di lunga durata Expedition 68 sulla ISS. Il 12 marzo 2023 è ritornato sulla Terra dopo 157 giorni di missione, raggiungendo oltre 500 giorni non continuativi nello spazio. Nell'aprile 2024 ha iniziato a lavorare per Axiom Space.

## Biografia

### Istruzione e esperienze lavorative
Nel 1987 conseguì una laurea in ingegneria aeronautica, nel 1989 un master in meccanica applicata e nel 2004 un dottorato in ingegneria aerospaziale, tutte presso l'Università Kyushu. Nel 1989 iniziò a lavorare come ingegnere strutturale aeronautico alla JAL per il Narita Maintenance Center.

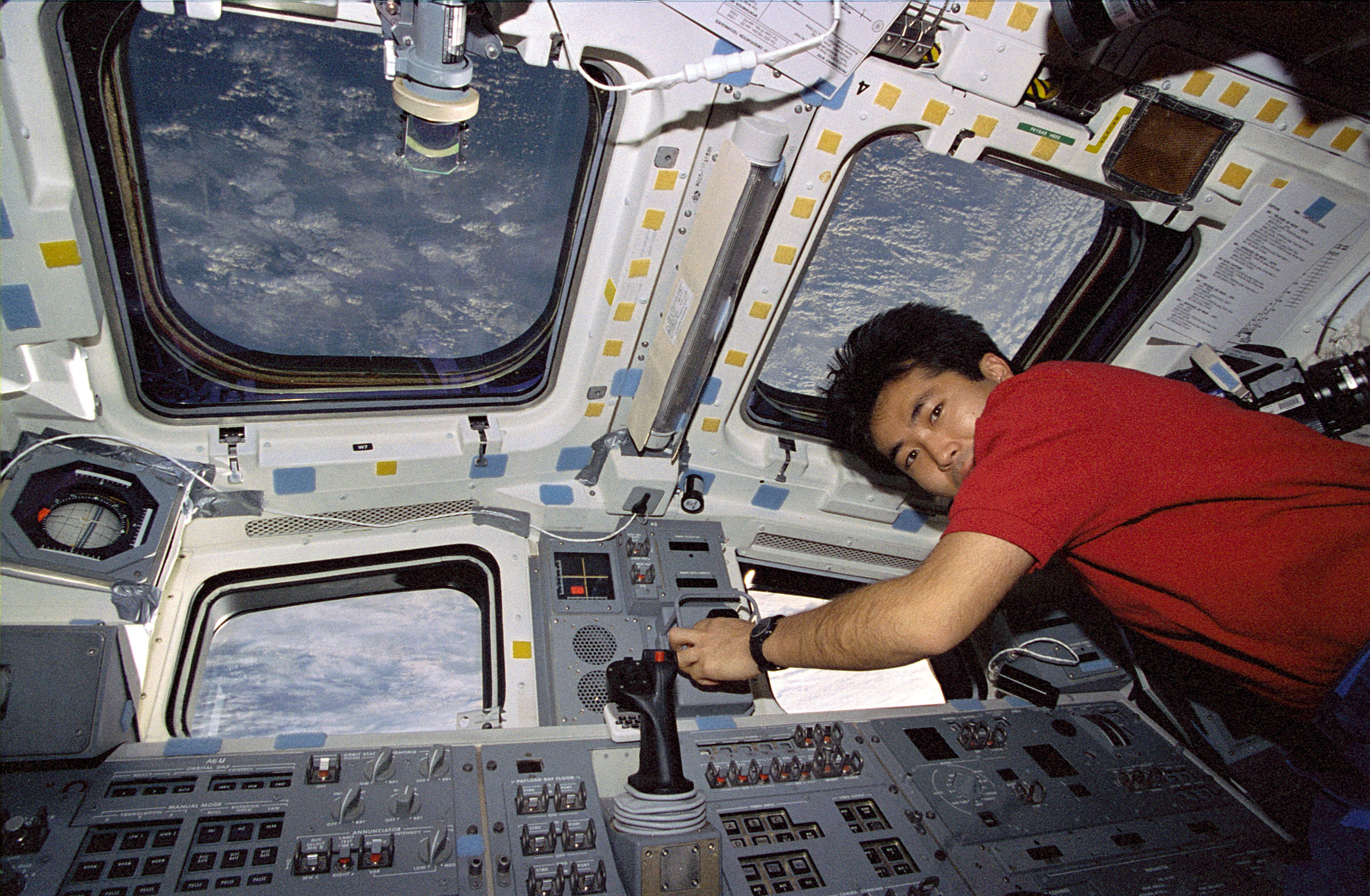
Wakata ai comandi del Remote Manipulator System dello Shuttle durante la missione STS-72

### Carriera come astronauta
Nell'aprile 1992 venne selezionato dalla NASDA come candidato astronauta in vista delle future operazioni di assemblaggio e installazione del modulo giapponese Kibo sulla Stazione spaziale internazionale. Nell'agosto 1992 iniziò l'addestramento al Johnson Space Center come specialista di missione internazionale insieme al Gruppo 14 degli astronauti NASA. Un anno dopo, nell'agosto 1993, completato l'addestramento ottenne la qualifica di Specialista di missione per le missioni Shuttle. Negli anni, tra una missione e l'altra, svolse numerosi compiti dell'Ufficio astronauti della NASA, tra cui verifica del software di volo dello Space Shuttle, sviluppo dei carichi utili, supporto operativo e di sviluppo robotico, supporto operativo e di sviluppo delle attività extraveicolari (EVA), sviluppo di Kibo, sviluppo dell'ispezione in orbita del sistema di protezione termica dello Shuttle come parte del ritorno al volo dello Space Shuttle dopo l'incidente del Columbia, supporto alle operazioni ISS, sviluppo dei veicoli in visita alla ISS e CAPCOM. Nel 2000 divenne astronauta istruttore della NASA per le attività robotiche, nel 2008 astronauta istruttore per le attività extraveicolari e nel 2015 per le attività di CAPCOM. Nel 2006 assunse il commando della missione analoga NEEMO 10, trascorrendo una settimana nel laboratorio sottomarino Aquarius. Tra marzo 2010 e febbraio 2011 divenne il primo giapponese a servire come Capo della divisione delle operazioni della Stazione spaziale dell'Ufficio astronauti NASA. Tra aprile 2010 e luglio 2012 fu Capo del Corpo astronauti della JAXA. Tra aprile 2016 e marzo 2018 divenne il primo astronauta a diventare un Manager del programma ISS, in particolare come Manager del programma ISS della JAXA. Tra aprile 2018 e marzo 2020 fu vice presidente della JAXA. Nel novembre 2020 venne assegnato ad una missione di lunga durata sulla ISS prevista per il 2022.

#### STS-72
L'11 gennaio 1996 partì come Specialista di missione a bordo dello Shuttle Endeavour per la missione STS-72. L'obiettivo principale della missione era catturare e riportare sulla Terra il satellite scientifico giapponese Space Flyer Unit, che era rimasto operativo per dieci mesi svolgendo esperimenti automatizzati di scienze dei materiali, biologia, ingegneria e astronomia. Wakata manovrò il braccio robotico Remote Manipulator System (RMS) per catturare il satellite il terzo giorno di missione e posizionarlo nel vano di carico dello Shuttle. Il quarto giorno Wakata manovrò nuovamente il RMS per rilasciare il veicolo spaziale Spartan, che avrebbe compiuto 50 ore di volo libero nello spazio; venne catturato nuovamente da Wakata al sesto giorno. Durante la missione Wakata e il collega statunitense Daniel Barry diventarono le prime persone a giocare a Go nello spazio. L'ottavo giorno di missione, lo Shuttle fece ritorno sulla Terra atterrando al Kennedy Space Center.

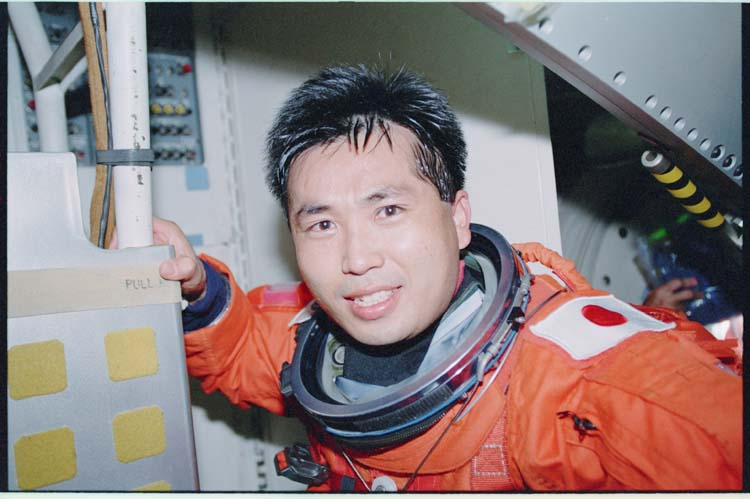
Wakata con la tuta LES durante la missione STS-72

#### STS-92
Tornò nello spazio per il suo secondo volo spaziale con la missione STS-92 a bordo dello Shuttle Discovery, attraccando sulla ISS due giorni dopo il lancio. Durante la permanenza sulla ISS vennero installati il segmento Z1, i giroscopi e il Pressurized Mating Adapter-3 (PMA-3). Wakata supportò le attività extraveicolari dei colleghi nell'installazione dei nuovi elementi dall'interno come operatore del braccio robotico. Atterrò alla Edwards Air Force Base dopo 12 giorni di missione.

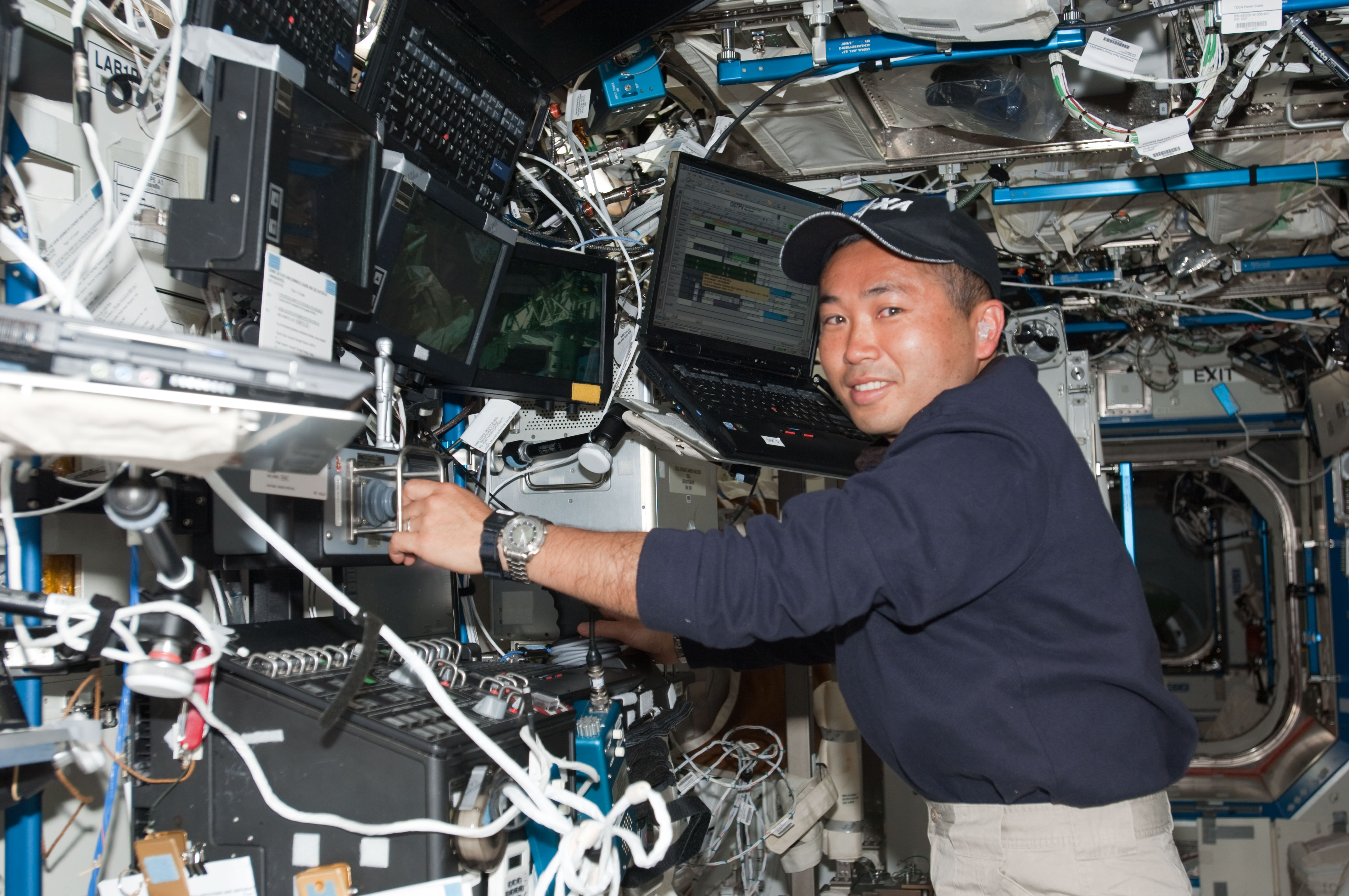
Wakata davanti al Robotics Workstation della ISS manovrando il Canadarm2 durante la sua terza missione

#### STS-119/STS-127 (Expedition 18/19/20)
La sua terza missione fu una missione di lunga durata diventando il primo giapponese a permanere a bordo di una stazione spaziale; parti il 15 marzo 2009 a bordo del Discovery per la missione STS-119 e arrivò sulla ISS dove trascorse quattro mesi e mezzo per le Expedition 18/19/20. Per avere a disposizione un posto su un veicolo spaziale perennemente attraccato sulla ISS per poter tornare sulla Terra in caso di emergenza, un seggiolino fatto su misura di Wakata venne installato sulla Sojuz TMA-14 il cui terzo posto era libero. Durante la permanenza di lunga durata sulla ISS svolse esperimenti scientifici, manutenzione della ISS e assistenza durante la permanenza dei veicoli con equipaggio in visita. Un particolare esperimento scientifico svolto da Wakata durante la missione comportava testare una speciale biancheria intima che non cambiò né lavò per un mese; durante l'esperimento non produsse nessun odore corporeo rendendo l'esperimento un successo. Al momento dell'attracco della STS-127, nel luglio 2009, l'astronauta statunitense Timothy Kopra prese il posto di Wakata come ingegnere di volo della ISS. Wakata tornò sulla Terra con l'equipaggio della STS-127 il 31 luglio 2009 dopo 137 giorni di missione.

#### Sojuz TMA-11M (Expedition 38/39)
A seguito del ritiro dello Shuttle, per arrivare sulla Stazione spaziale internazionale era necessario usare il veicolo spaziale russo Sojuz. Il 7 novembre 2013 tornò nello spazio a bordo del veicolo Sojuz TMA-11M per prendere parte alla missione di lunga durata Expedition 38/39. Un mese dopo l'arrivo sulla ISS uno dei circuiti del sistema di raffreddamento della ISS si spense; inizialmente i controllori a terra cercarono di riparalo spegnendo tutti i sistemi non necessari ma al protrarsi del problema decisero di eseguire due attività extraveicolari d'emergenza per la sostituzione dell'elemento difettoso. Durante queste EVA Wakata manovrò il Canadarm 2 per trasportare i colleghi astronauti da una locazione all'altra all'esterno della ISS. Il 9 gennaio 2014 venne lanciato il primo veicolo cargo di rifornimento Cygnus, la Cygnus CRS Orb-1; Wakata si occupò di agganciare il veicolo al modulo Harmony, dopo che l'astronauta Michael Hopkins l'aveva catturato con il Canadarm 2. Alla conclusione dell'Expedition 38, con lo sgancio della Sojuz TMA-10M, Wakata assunse il comando della ISS durante l'Expedition 39, diventando il primo giapponese a comandare una stazione spaziale. Il 20 aprile 2014 Wakata catturò il veicolo spaziale Dragon per la missione di rifornimento SpaceX CRS-3 con il braccio robotico. Dopo 187 giorni di missione, nel maggio 2014, Wakata fece ritorno sulla Terra atterrando nelle terre disabitate del Kazakistan.

#### SpaceX Crew-5 (Expedition 68)
Nel novembre 2020 venne assegnato ad una missione di lunga durata sulla ISS per il 2022. Nel giugno 2022 venne assegnato ufficialmente alla missione SpaceX Crew-5 come specialista di missione durante la quale prenderà parte alla missione di lunga durata sulla ISS Expedition 68. Il lancio previsto per il 29 settembre 2022 venne rimandato all'inizio di ottobre 2022. Il 5 ottobre 2022 partì per la sua quinta missione spaziale a bordo della Crew Dragon Endurance come Specialista di missione.

### Carriera a Axiom
Nell'aprile 2024 iniziò a lavorare per Axiom Space come astronauta e Chief Technical Officer nella regione Asia Pacifica.